# Csiszér János (szobrász)
Csiszér János, zsákodi (Héjjasfalva, 1883. április 18. – Budapest, 1953. április 30.) szobrászművész.

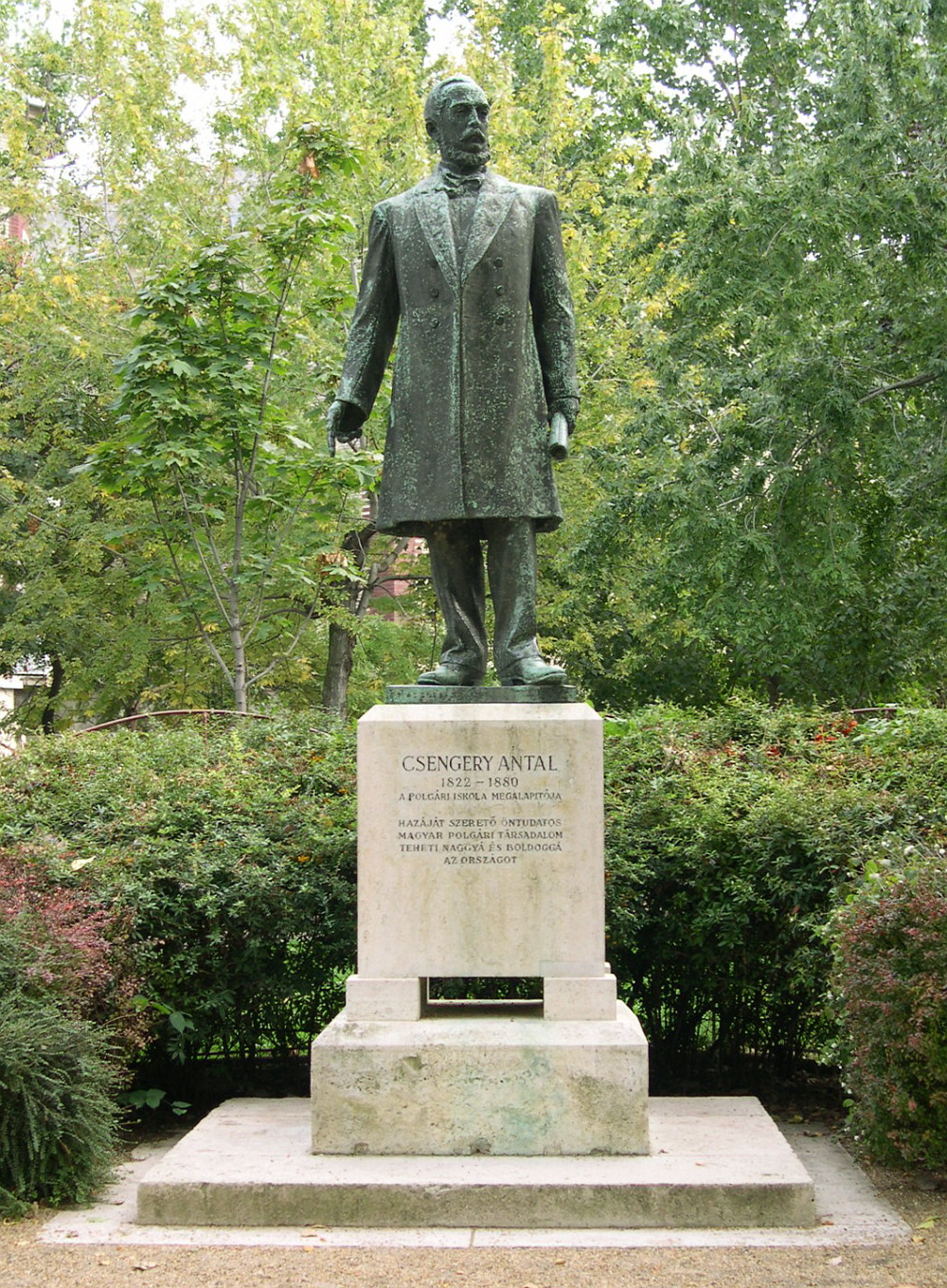
Csengery Antal szobra a budapesti Almássy téren. Zsákodi Csiszér János műve. (1937)

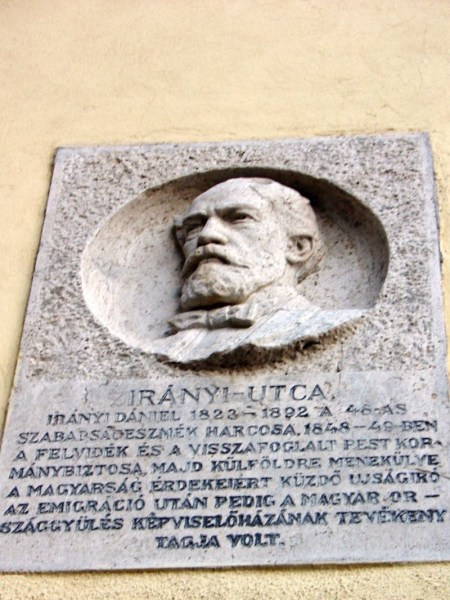
Irányi Dániel emléktáblája. Zsákodi Csiszér János alkotása (1943).

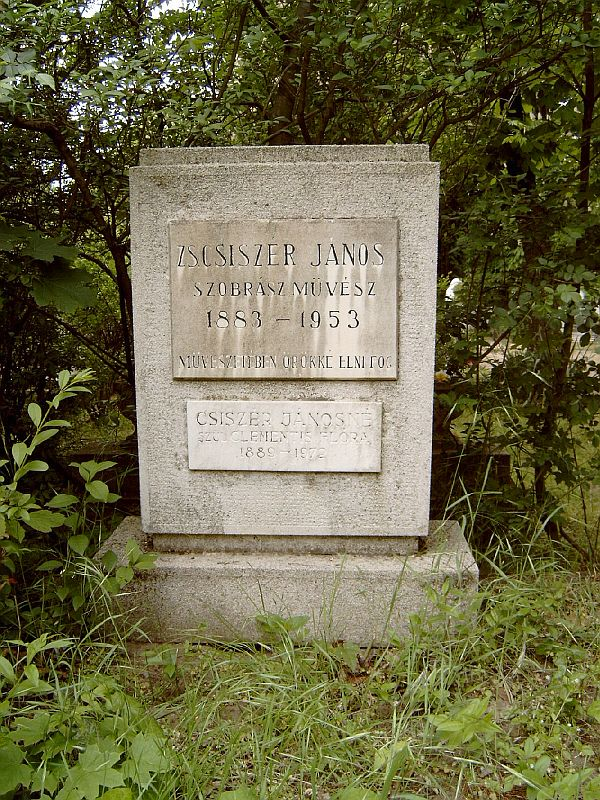
Csiszér János sírja Budapesten. Új köztemető: 58/6-1-57/58.

## Pályafutása
A székelyudvarhelyi kő- és agyagipari szakiskola elvégzése után a budapesti Iparművészeti Iskolában tanult, majd a párizsi Académie de la Grande Chaumière növendéke lett. Auguste Rodinnél tanult. Itthon Zala Györgynél folytatta tanulmányait, majd önállóan dolgozott. Hősi emlékműveket, portrékat, zsáner- és egyházi témájú szobrokat, épület-domborműveket, síremlékeket, emléktáblákat készített. 1897 óta foglalkozott plakett- és éremművészettel. 1904 óta mellszobraival, plakettjeivel állandó szereplője volt a budapesti Műcsarnok kiállításainak. 
Ő mintázta Görgei Artúr visegrádi emlékművét 1933-ban és a városligeti hajdani Művészsétányra Jedlik Ányos szobrát (1951-52). A Gellért szálló épületét is díszíti műve.  Alkotásaiból a Magyar Nemzeti Galéria gyűjteménye is őriz néhányat.

## Művei

### Érmek, plakettek
- Emlékérem - Hóman Bálint Magyar Királyi Vallás- és Közoktatási Miniszter 50. születésnapja emlékére 1935, bronz, átmérő: 78 mm [halott link]
- Emlékérem - Görgei Artúr 94. születésnapjára, 1912.[2] (Arckép, felirata körben: Görgei Arthur 1848-49 1911)
- Emlékplakett - Concha Győző 1912, bronz, 62 mm x 41 mm
- Emlékplakett – Kiss József 1913-ból (a költő 70. születésnapja alkalmából készült), 80 x 60 mm  Archiválva 2020. szeptember 3-i dátummal a Wayback Machine-ben
- Marx Károly plakett, 1919
- Kitüntetés - Toldi Miklós érdemérem 1935

### Köztéri szobrok
- Görgei Artúr-emlékmű Visegrádon, 1933
- Dorogi hősi emlék. Az I. világháborús emlékmű a Hősök terén. 1927-ben avatták. Építésze Gáthy Zoltán volt, a szobrot (sárkánnyal viaskodó magyar katona) zsákodi Csiszér János alkotta. Az avatóbeszédet Habsburg József főherceg mondta.
- Angyal szobor. Jelzett: Talpazatán bekarcolva vastagon: Csiszér J. 1925. Méret: 17 cm.
- Tóth Imre mellszobra, 1927
- Idősebb gróf Pálffy János emlékszobra.
- Hősi emlékmű az 1914-18-as világháborúban elesett katonák emlékére, Felsőgalla, 1929. Az emlékmű madáralakja Chowanetz I. budapesti öntőműhelyében készült.
- I. világháborús emlékmű, Jászszentlászló, 1924
- Hősi emlékmű az 1914-18-as világháborúban elesett katonák emlékére, Komárom
- Jedlik Ányos szobra (Szarvas, Erzsébet-park, 1952)
- Eötvös Károly szobra (Balatonfüred)
- Szent Imre szobra
- Csengery Antal szobra (Budapest, VII. ker. Almássy tér. Eredeti helyén 1937, itt 1950-től. Bronz)
- Hősi emlékmű. (1932-es felállításakor Rákospalota, ma Budapest XV. kerülete, Hubay Jenő tér. Mészkő és bronz.)
- A Herminamezői Szentlélek plébánia és templom főoltára, a csodálatos kenyérszaporítás és a víz borrá változtatásának szobrászati alkotásai, amelyeket Csiszér János alkotása alapján Fischer Ferenc és Fischer Ágota szobrászművészek faragtak ki. (1949)
- I. világháborús emlékmű, Bácsborsód 1928[3]

### Emléktáblák
- Irányi Dániel, domborműves emléktábla (Budapest, V. ker. Irányi utca 1. Felállítás 1943. Mészkő)
- MÁV hősi emlékmű (Az I. világháború vasutas hőseinek emlékműve. Budapest, VI. ker. Andrássy út 73. Felállítás: 1932. Bronz dombormű)
- Babits Mihály domborműves emléktábla (VII. ker. Reviczky utca 7. Felállítás:  1948. Mészkő és bronz. Tar Istvánnal együtt).

### Síremlékek
- Isseni Iszer Károly publicista sírja, Kerepesi temető
- Endrődi Sándor költő sírja, Kerepesi temető
- Tenk család sírja, Farkasréti temető
- Nagyné Kenessey Adél sírja, Farkasréti temető
- Varga Edit sírja, Farkasréti temető